# 哈羅德·洛
哈羅德·戈弗雷·洛 RD（英語：Harold Godfrey Lowe，1882年11月21日—1944年5月12日），是英國皇家郵輪鐵達尼號五副和皇家海軍後備隊中校。

## 生平

### 早年
1882年11月21日，哈羅德·洛出生於北威爾斯卡那封郡的蘭德諾斯，他是八個孩子中的第四個。他的父親希望讓他成為一名成功的利物浦商人，但哈羅德·洛決心出海。14歲的時候，他加入了英國商船隊，在西非海岸服役。1906年，獲得二副證書；1908年，加入白星航運後獲得一副證書。1911年，獲得航海長證書，他說：「在不同類的船隻上面——從橫帆船到雙桅縱帆船，然後到輪船，以及各種規模的船，都能得到相當不錯的經驗」。他曾擔任白星航運的比利時號和熱帶號三副，1912年轉移到英國皇家郵輪鐵達尼號擔任五副。儘管他在海上航行多年，但是鐵達尼號的首航是他第一次穿越大西洋。

### 擔任鐵達尼號副官
與船上的副官一樣，哈羅德·洛於1912年3月26日早上9時向白星航運的利物浦辦公室報到，並於第二天前往貝爾法斯特登上鐵達尼號。 在首航出發日（4月10日），在英國貿易委員會的安全條例要求下舉行的船員緊急逃生演習中，他負責降下兩艘右舷救生艇。當鐵達尼號中午離開南安普敦港時，哈羅德·洛在艦橋上，透過電話向船上的各個部門傳達訊息。

### 鐵達尼號撞上冰山沉沒

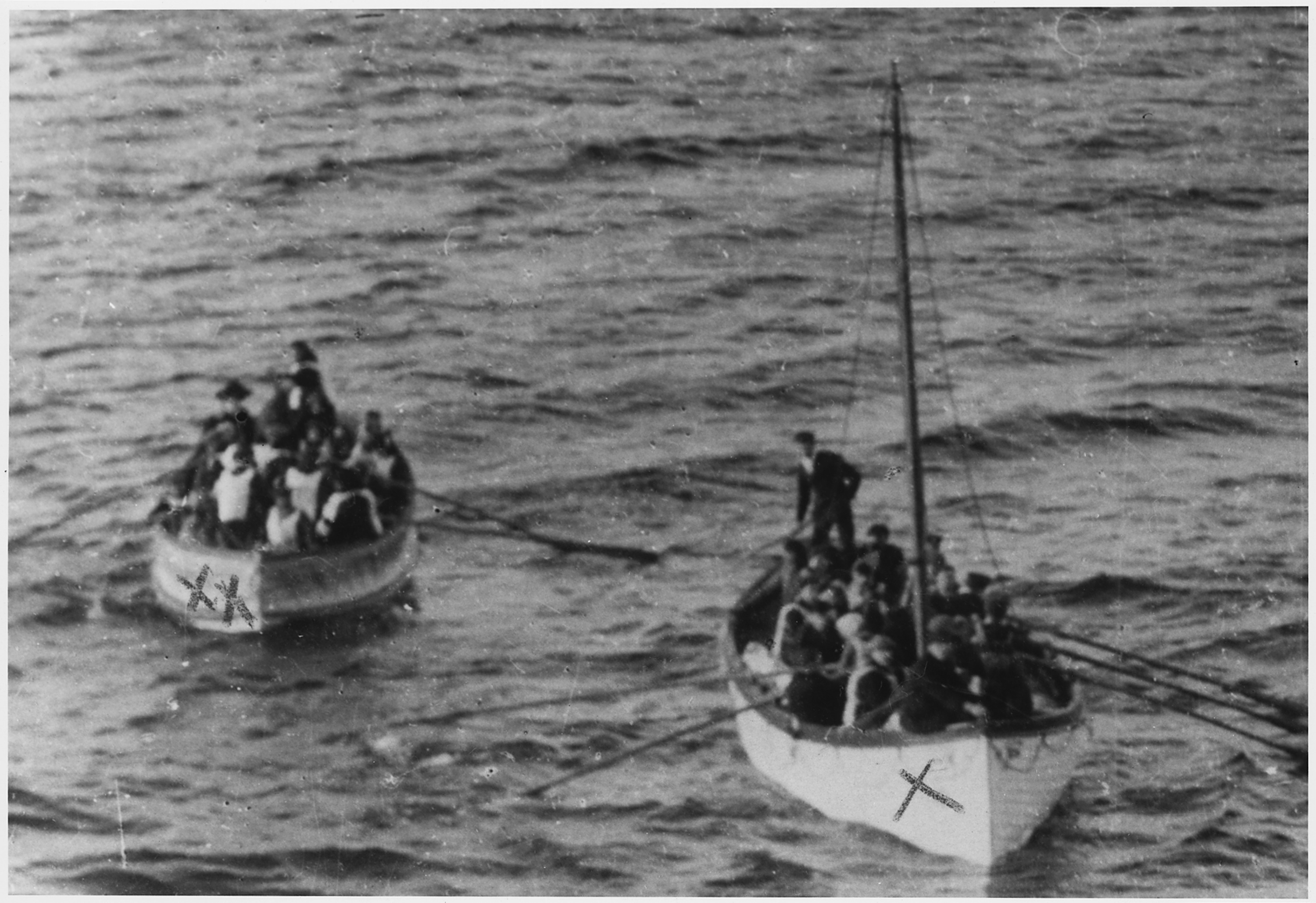
1912年4月15日上午，卡柏菲亞號乘客拍攝的照片。右邊是14號救生艇，哈羅德·洛站在舵柄處操控，右後方拖曳著D摺疊艇。

1912年4月14日，鐵達尼號沉沒事故的夜晚，哈羅德·洛在20時整與六副詹姆斯·穆迪交接後，休班就寢，鐵達尼號23時40分撞上冰山時，他正在自己的副官寢室睡覺。他在碰撞過程中並沒有驚醒，在30分鐘後才醒過來。正如他後來解釋的：「我們副官都睡眠不足，所以就寢後，我們就睡死了」。當哈羅德·洛終於醒來並意識到發生事故時，他立即穿上制服、抓起左輪手槍，然後前往艦橋。三副赫伯特·彼特曼指示他指揮乘客登上5號救生艇。約1時30分左右，哈羅德·洛與六副詹姆斯·穆迪進行了一次對話，在左舷側降下14號和16號救生艇時，兩名副官覺得需要有船員陪伴乘客們。詹姆斯·穆迪堅持認為，哈羅德·洛應該登上14號救生艇。當14號救生艇正在降下時，大多數乘客開始意識到鐵達尼號已經沉沒，小艇甲板上的撤離情況開始變得混亂。當14號救生艇降下前，一群乘客試圖衝上16號救生艇，哈羅德·洛立即用他的左輪手槍對空鳴槍三次，以控制人群、避免造成傷害。
到達水面後，哈羅德·洛指揮救生艇與鐵達尼號保持140公尺左右的距離。當鐵達尼號在大約2時20分完全沉沒時，哈羅德·洛已經開始聚集幾艘救生艇，他希望重新回到倖存者身邊，但由於缺乏經驗豐富的船員，他們擔心會因為大批落海者攀爬而讓救生艇翻覆。他將10號、12號、14號和D折疊艇靠在一起，將他船上的許多乘客轉移過去、空出許多位置。然後他帶著7名船員和1名志願幫助的男性乘客回到沉船現場。整個行動大約需要45分鐘，負2°C海水對任何人來說都太冷了，以致於哈羅德·洛一行人抵達時，幾乎所有落海者都失去意識或死亡了。哈羅德·洛表示，屍體多到連划槳都變得很困難。他們總共救起4名落海男子，其中一名男子晚些時候死亡；另一名則是來自英屬香港的華人方郎（Fang Lang，他是鐵達尼號六名生還華裔乘客之一）；方郎被拖上救生艇並恢復體力後，接過船槳開始協助划船，哈羅德·洛評論說：「他看起來像個英雄！」。在黑暗中可以聽到更多的聲音，儘管哈羅德·洛等人盡了最大的努力，但尋找生還者卻是徒勞無功。哈羅德·洛是返回現場救助落海者的兩艘救生艇之一，他指揮其餘船員們舉起桅杆（他是所有救生艇中唯一使用桅杆搜救的副官）；他後來救援了A折疊艇上的乘客，當時他們幾乎沉沒。日出後，卡柏菲亞號救起哈羅德·洛和他指揮的救生艇人員。當時卡柏菲亞號的乘客拍攝照片，清楚顯示哈羅德·洛在14號救生艇14的舵柄處，右後方拖曳著D摺疊艇。他一直留在救生艇上用桅杆協助乘客轉移，確保一切都妥善完成後才登上卡柏菲亞號。

### 協助事故調查

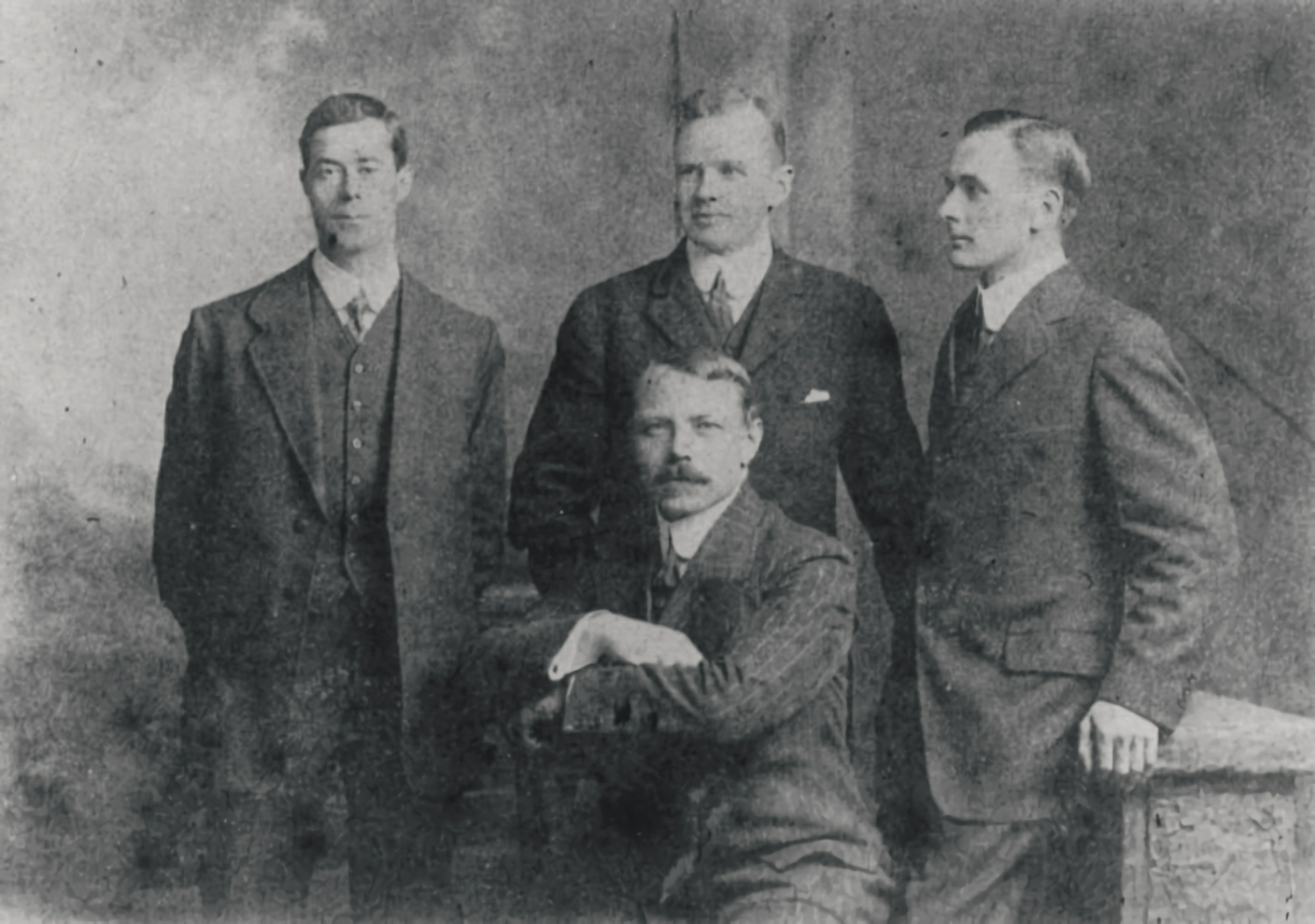
鐵達尼號四名生還的副官。從左到右是五副哈羅德·洛、二副查爾斯·萊托勒、四副約瑟·博士爾。坐著的是三副赫伯特·彼特曼。

鐵達尼號生還者於4月18日抵達紐約港54號碼頭。上岸後哈羅德·洛立即收到一份手令，要求他在美國參議院鐵達尼號沉沒調查中作證。他在美國參議院聽證會上的證詞往往簡短而直接；當調查委員會問及什麼是冰山時，哈羅德·洛回答說：「先生，我猜是冰」。根據鐵達尼號二副查爾斯·萊托勒表示，生還的副官們都認為美國調查是一場「鬧劇」，而且對美國當局對待他們三等艙乘客的方式感到不滿。他們特別感到困惑的是，為何調查沉船事故的美國官員卻不懂船舶或航海知識。哈羅德·洛於5月2日登上亞得里亞號返回英格蘭，他回國後繼續協助相應的英國沉船專員鐵達尼號沉沒調查。

### 鐵達尼號之後
回到家鄉巴茅斯後，有1,300人參加了在Picture Pavilion舉行的招待會。他獲贈了一支紀念金錶，上面刻有「哈羅德·戈弗雷·洛，英國皇家郵輪鐵達尼號五副，對於他在1912年4月15日鐵達尼號沉沒中的英勇服務，他在巴茅斯和其他地方的朋友們在此致敬」。1913年9月，哈羅德·洛與愛倫·馬里昂·懷特豪斯（Ellen Marion Whitehouse）結婚，他們有兩個孩子， 弗洛伦斯·洛（Florence Lowe）和小哈羅德·洛（Harold Lowe Jr.）。第一次世界大戰期間，他在皇家海軍後備隊服役。1917年俄國革命和俄國內戰期間，他隨皇家海軍在海參崴服役，軍階升為英國皇家海軍中校。戰爭結束後，他回到英國商船隊和白星航運服務，1931年退休後，與家人一起搬到康威自治市的迪更威。
在第二次世界大戰期間，他自願讓住處成為戰時崗哨，並擔任空襲守望者，直到身體狀況惡化，不得不坐輪椅為止。

### 逝世
1944年5月12日，哈羅德·洛因高血壓逝世，享壽61歲。遺體埋葬在北威爾斯的濱海羅斯教堂墓地。

## 遺產・評價・文化描寫

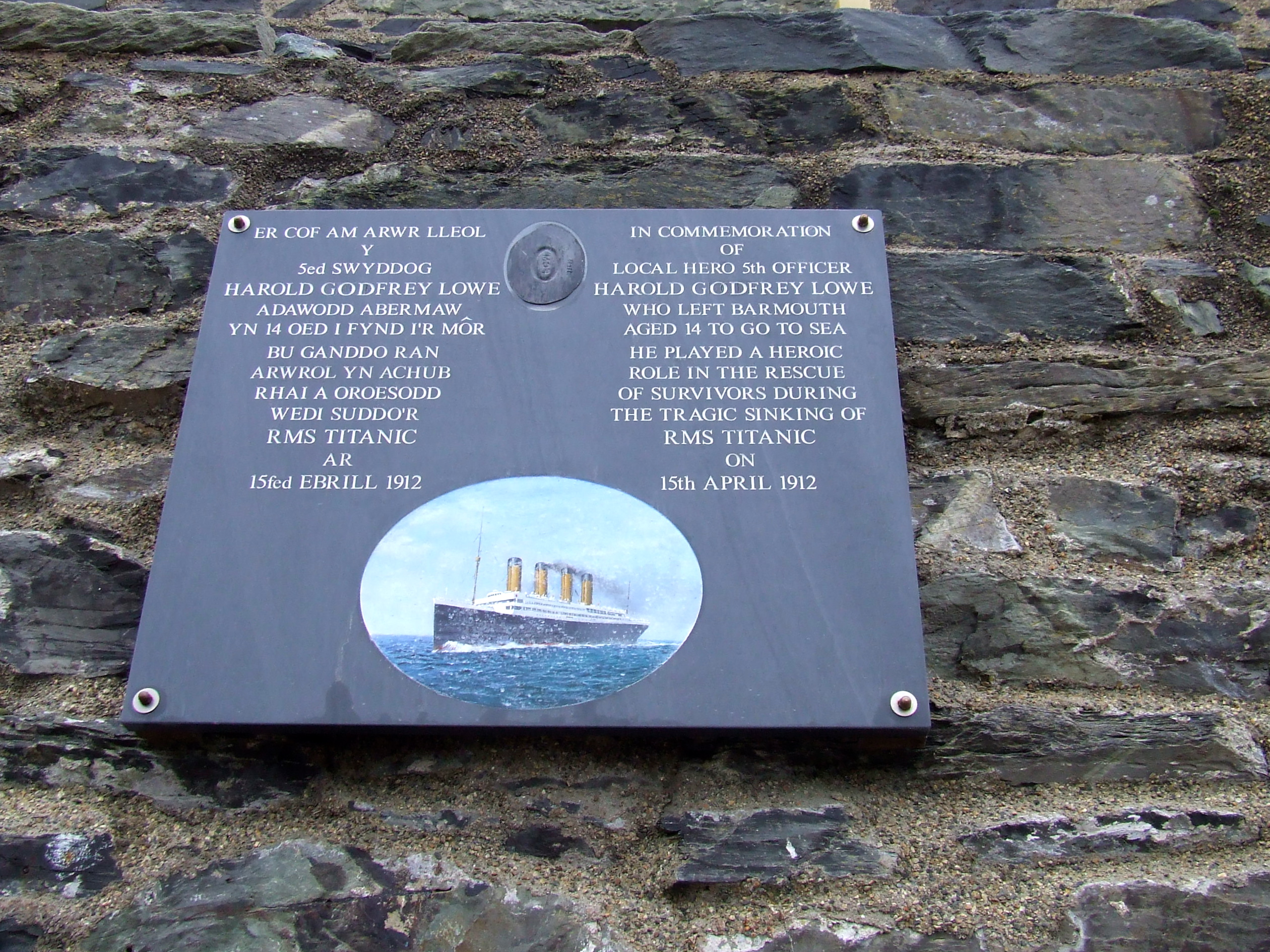
專門為哈羅德·洛製作的英雄牌匾，表彰他在鐵達尼號事故期間善盡職責和英勇行動。這枚牌匾位於巴茅斯碼頭的航海長辦公室。

威爾斯演員伊恩·葛魯佛在1997年賣座電影《鐵達尼號》中飾演哈羅德·洛。這部電影描繪哈羅德·洛指揮救生艇返回事故現場搜救的史實，並從冰冷的海洋中救助漂浮在門板上的虛構女主角蘿絲（凱特·溫斯蕾飾演）。1996年電視劇《鐵達尼號》中由卡萬·史密斯飾演。2012年的電視劇《鐵達尼號》中由伊凡·梅雷迪思扮演飾演。
作者英格·西爾（Inger Sheil）曾為他撰寫了《鐵達尼號勇者：五副哈羅德·洛的生平》（Titanic Valour: The Life of Fifth Officer Harold Lowe），在這本傳記中，作者收集來自乘客和船員多種角度的參考文獻，其中許多人表示哈羅德·洛挽救了他們的生命。作者不僅注意到這些人對哈羅德·洛所表現出的感激，而且還有「令人驚訝的深度」，因為哈羅德·洛展現了強大領導力、組織能力和鼓勵眾多乘客的情緒，作者認為這是決定乘客生存下去的關鍵，並描述他在事故當晚的行為是「模範」。許多感激的乘客希望能送給哈羅德·洛禮物和金錢，但他總是禮貌拒絕，並謙卑的回應這種讚美，因為他自認只是在履行職責，沒有必要表彰。1932年出版回憶錄的生還者蕾妮·哈里斯（Renee Harris）在一次接受採訪時斷言說，多年來，哈羅德·洛一直是她曾經有幸見過最優秀的人物之一。
在鐵達尼號一百周年紀念日當天，威爾斯格溫內斯的巴茅斯當地居民專門為哈羅德·洛製作了英雄牌匾，紀念他的服務精神，由他的孫子海軍上校約翰·洛（John Lowe）和麥迪·馬修斯（Maddy Matthews）揭幕。這枚牌匾上刻有威爾斯語和英語，帶有哈羅德·洛和鐵達尼號的照片。它的內容如下：「紀念本地英雄五副哈羅德·戈弗雷·洛。14歲離開巴茅斯後展開航海生涯，1912年4月15日鐵達尼號沉船期間，他在拯救生還者方面發揮了英雄作用」。
哈羅德·洛生前在威爾斯迪更威的故居，現今掛有一枚英格蘭遺產委員會的藍色牌匾紀念他，哈羅德·洛一直在這裡居住到1944年去世為止。

## 書籍
- Eaton, John P.; Haas, Charles A. . Wellingborough, Northamptonshire: Patrick Stephens. 1994. ISBN 978-1-85260-493-6.

## 外部連結
- Titanic-Titanic entry
- BBC Wales North West Public Life profileArchive.today的存檔，存档日期2012-12-23
- Encyclopedia Titanica - Mr Harold Godfrey Lowe（页面存档备份，存于）
- Full American and British Inquiry Transcripts
- Welsh Mariners Index（页面存档备份，存于）